# Südlicher Breitgesäumter Zwergspanner
Der Südliche Breitgesäumte Zwergspanner (Idaea trigeminata), auch Blassgelber Vogelknöterich-Kleinspanner genannt, ist ein Schmetterling (Nachtfalter) aus der Familie der Spanner (Geometridae). Der Artname leitet sich von dem lateinischen Wort trigeminus mit der Bedeutung „dreifach“ ab und bezieht sich auf die Gestalt des Schattenbandes zwischen der äußeren Querlinie und der Wellenlinie.

## Merkmale

### Falter
Die Falter erreichen eine Flügelspannweite von 16 bis 22 Millimetern, die der etwas kleineren zweiten Generation misst etwa 14 Millimeter. Die Grundfarbe ist cremig weiß bis blass gelb. Auf der Vorderflügeloberseite erstreckt sich zwischen äußerer Querlinie und Wellenlinie eine sehr markante, dunkelgraue, aus ovalen Flecken gebildete Binde, die im vorderen Drittel unterbrochen ist und sich in abgeschwächter Form auf den Hinterflügeln fortsetzt. Am Vorderrand verläuft ein schmaler schwarzbrauner Streifen von der Flügelwurzel bis zur Zelle. Sämtliche Flügel zeigen kleine schwarze Diskalflecke.

### Raupe
Ausgewachsene Raupen haben eine braune Farbe, sind seitlich leicht gekielt sowie mit starken Querfalten und mit einzelnen, langen, weißlichen, gebogenen, dünnen  Haarborsten versehen. Die helle Rückenlinie ist ebenso wie die dunklen Nebenrückenlinien unterbrochen. Am Rücken hebt sich eine dunkle Winkelzeichnung ab. Der sechste Hinterleibsring ist mit einem hellen Rückenfleck versehen.

## Ähnliche Arten

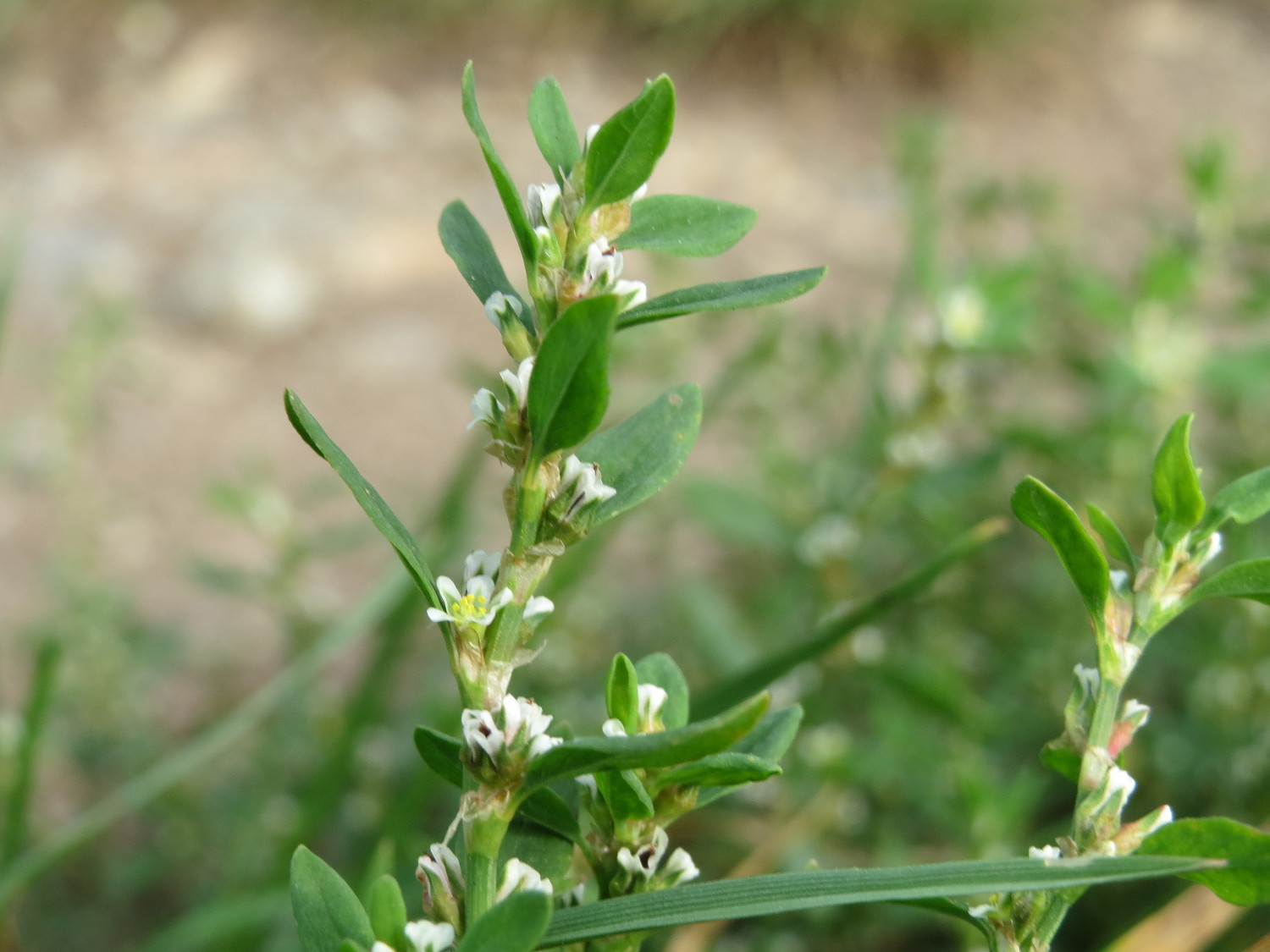
Vogelknöterich, eine Nahrungspflanze der Raupen

Der Breitgesäumte Zwergspanner (Idaea biselata) unterscheidet sich durch die durchgehende, meist etwas blasse graue Binde zwischen äußerer Querlinie und Wellenlinie auf der Vorderflügeloberseite. Ein schmaler schwarzbrauner Streifen am Vorderrand fehlt.

## Verbreitung und Vorkommen
Das Verbreitungsareal des Südlichen Breitgesäumten Zwergspanners erstreckt sich in erster Linie durch sehr warme Zonen Süd- und Mitteleuropas. Aufgrund möglicher Verwechselung mit dem Breitgesäumten Zwergspanner gelten einige Nachweise in der Literatur als zweifelhaft. Die Art kommt auch in der Türkei, dem Iran und Turkmenistan vor. Im Libanon, auf Zypern in Israel und dem Amanosgebirge ist sie durch die Unterart Idaea trigeminata tenuirussata vertreten. Der Lebensraum des Südlichen Breitgesäumten Zwergspanners ist normalerweise auf heiße Stellen beschränkt, so besiedelt er beispielsweise felsige Hänge, Hecken, Heide- und Eichenwälder sowie Gärten und Macchieformationen. In den Alpen steigt die Art bis auf etwa 700, in der Türkei auf 1900 Meter.

## Lebensweise
Der Südliche Breitgesäumte Zwergspanner bildet in den nördlich Regionen eine Generation im Jahr, deren Falter im Juni und Juli fliegen. Unter günstigen Bedingungen kann eine zweite Generation von Anfang August bis Mitte September entstehen. Die Falter sind mit Beginn der Dämmerung aktiv und werden auch häufig an künstlichen Lichtquellen gefunden. Die Raupen überwintern und ernähren sich von niedrigen Pflanzen, in erster Linie von Vogelknöterich (Polygonum aviculare).